# Krezol
Krezoli (ili hidroksitolueni) su organska jedinjenja koja su metilfenoli. Oni su široko zastupljeni u prirodi i industriji koja se bavi proizvodnjom aromatičnih organskih jedinjenja. Krezoli se ponekad karakterizuju kao fenoli (nekad se sreće i naziv fenolici). U zavisnosti od temperature, krezoli mogu da budu čvrsti ili tečni, pošto su njihove tačke topljenja nisu daleko do sobne temperature. Poput drugih tipova fenola, oni se polako oksiduju tokom dugotrajnog izlaganja vazduhu, i nečistoće često daju krezolima žućkasto do braonkasto crvene boje. Krezoli imaju miris koji je karakterističan i za druge jednostavne fenole, koji podseća ne neke od mirisa "katrana". Ime krezol odražava njihovu strukturu, pošto su fenoli, i njihov tradicionalni izvor, kreozot.